# Arthur Lee (hudebník)
Arthur Lee (7. března 1945, Memphis, Tennessee, USA – 3. srpna 2006, tamtéž) byl americký hudebník, producent, skladatel a multiinstrumentalista, nejvíce známý jako frontman skupiny Love.
Od dětství žil s rodiči v Los Angeles. Svůj první singl vydal v roce 1963 se skupinou The L.A.G.'s. V roce 1972 vydal své první sólové album Vindicator. V roce 1981 vydal své druhé a poslední sólové album Arthur Lee.
V roce 1996 byl kvůli střelbě odsouzen na dvanáct let ve vězení; propuštěn byl však již v prosinci 2001. Brzy začal opět vystupovat.
Zemřel na komplikace se zápalem plic ve věku 61 let. Je pohřben na hřbitově Forest Lawn Memorial Park v Hollywoodu.
Nedlouho před jeho smrtí proběhl v Beacon Theatre na Manhattanu benefiční koncert, kterého se zúčastnili například Robert Plant, Ian Hunter a Ryan Adams.